# Vresni spreletavec
Vresni spreletavec (znanstveno ime Leucorrhinia rubicunda) je predstavnik raznokrilih kačjih pastirjev iz družine ploščcev, razširjen v Severni Evropi in zahodni Sibiriji.

## Opis
Odrasli dosežejo 31 do 38 mm v dolžino, od tega 23–28 mm zadek, zadnji krili pa merita 27 do 31 mm. Imajo črno osnovno obarvanost telesa z barvnimi pegami na hrbtni strani zadka in oprsja, ki so pri zrelih samcih rdeče, pri samicah in mladostnih samcih pa rumene. Zelo je podoben barjanskemu spreletavcu, od katerega je mogoče osebke pogosto ločiti šele ob natančnejšem pregledu. Vresni spreletavec je nekoliko večji in bolj čokat, pege so večje, zanesljivejši znak pa so rumenkast sprednji rob kril in svetlejše, rdečkasto-rjave pterostigme.
Odrasli letajo od sredine aprila do zgodnjega avgusta.

## Habitat in razširjenost
Razmnožuje se v nezasenčenih kislih šotiščih in močvirjih, občasno pa tudi v jezerih. Pogosto se pojavlja skupaj z barjanskim spreletavcem, ponekod pa tudi z dristavičnim.
Vresni spreletavec je razširjen po severu Evrazije, pogost je tudi znotraj arktičnega kroga vse od Skandinavije, kjer sega proti severu skoraj do Severnega rta, do zahodne Sibirije, vzhodneje pa ga nadomesti bližnje sorodna vrsta L. intermedia. Proti jugu sega območje razširjenosti do severnih obronkov Alp na zahodu, v Srednji Aziji pa do severovzhodnega dela Kazahstana. Na jugozahodu se območje razširjenosti občutno manjša, domnevno zaradi podnebnih sprememb; v zadnjih desetletjih je izginil z vzhoda Francije in velja za lokalno izumrlega v Švici ter Luksemburgu.
Podatek o pojavljanju v Sloveniji je leta 1992 objavil Iztok Geister, ki je poročal o najdbi na pokljuškem visokem barju Šijec, a je šlo verjetno za napačno določitev, ki je ni možno preveriti, zato vresnega spreletavca ne štejemo za del slovenske favne kačjih pastirjev.